# Hortophora yesabah
Hortophora yesabah es una especie de araña araneomorfa del género Hortophora, familia Araneidae. Fue descrita científicamente por Framenau & Castanheira en 2021.
Habita en Australia (Queensland, Nueva Gales del Sur).